# هانز هومل
هانز هومل (بالألمانية: Hans Hummel)‏ هو متسابق دراجات نارية نمساوي. نافس في سباقات بطولة العالم لفئة 125 سي سي ولفئة 50 سي سي. بدأ المنافسة في بطولة الجائزة الكبرى سنة 1971. أفضل موسم له كان موسم سنة 1980 عندما جاء في المركز الثالث في بطولة العالم لفئة 50 سي سي خلف كل من يوجينيو لازاريني وستيفان دورفلينجر.